# Dana Ashbrook

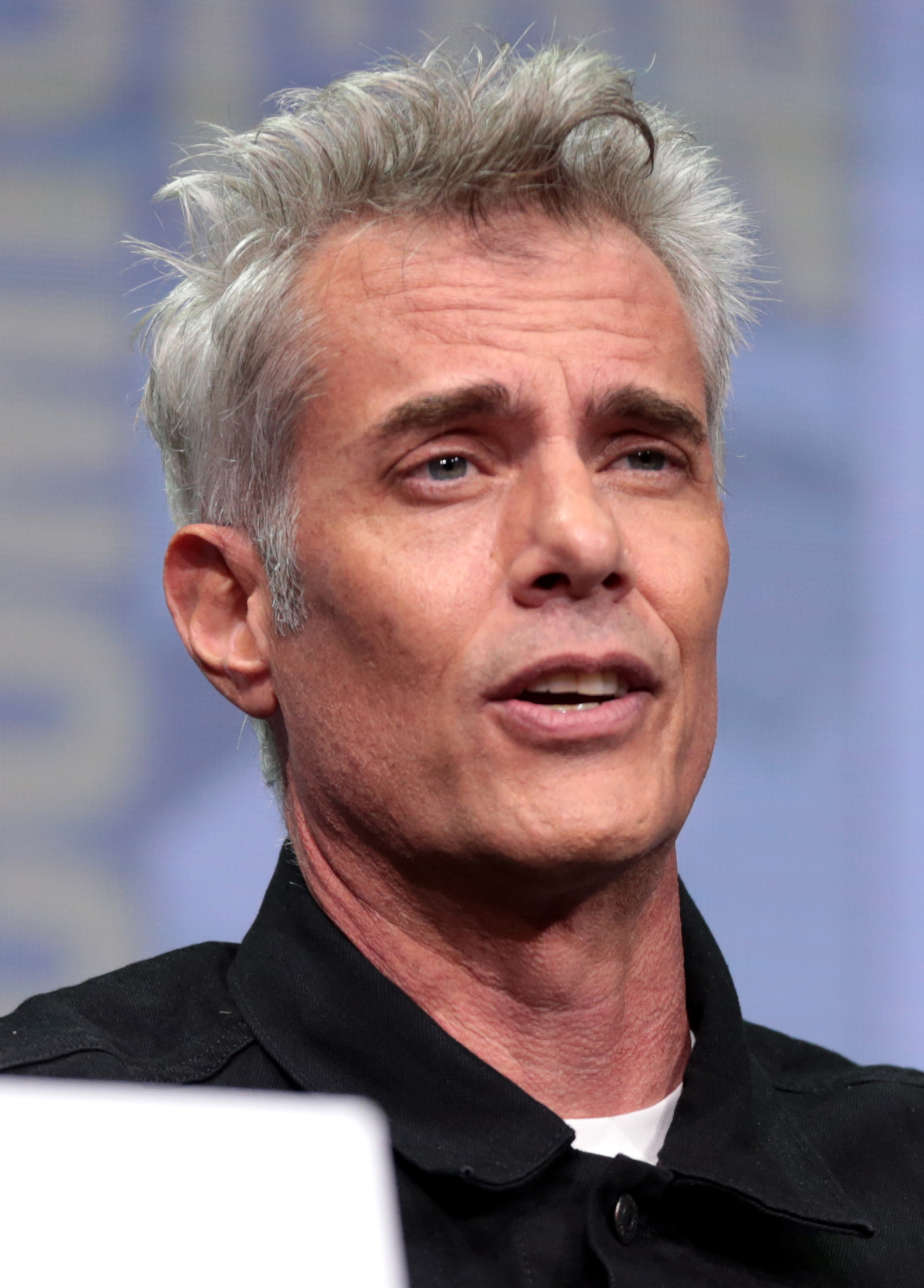
Dana Ashbrook bei der Comic-Con in San Diego (2017)

Dana V. Ashbrook (* 24. Mai 1967 in San Diego, Kalifornien) ist ein US-amerikanischer Schauspieler, der durch seine Rolle als Bobby Briggs in der Fernsehserie Twin Peaks bekannt wurde.

## Leben
Ashbrook wuchs in San Diego auf, wo er 1985 seinen Schulabschluss machte. Sein Vater war Vorsitzender des Palomar College Department of Performing Arts, seine Mutter Lehrerin. Er hat einen Bruder und eine Schwester, Daphne Ashbrook, die ebenfalls als Schauspielerin tätig ist.
Bekanntheit erlangte er 1990 durch die Rolle des rebellischen Teenagers Bobby Briggs in der Fernsehserie Twin Peaks und dem Film-Prequel Twin Peaks – Der Film (1992). In der Folgezeit konnte er jedoch nicht an diesen Erfolg anknüpfen und war überwiegend in B-Movies und Seriengastrollen zu sehen, unter anderem spielte er wiederkehrende Rollen in den Fernsehserien Dawson’s Creek (2002–2003) und L.A. Crash (2009).

## Filmografie (Auswahl)

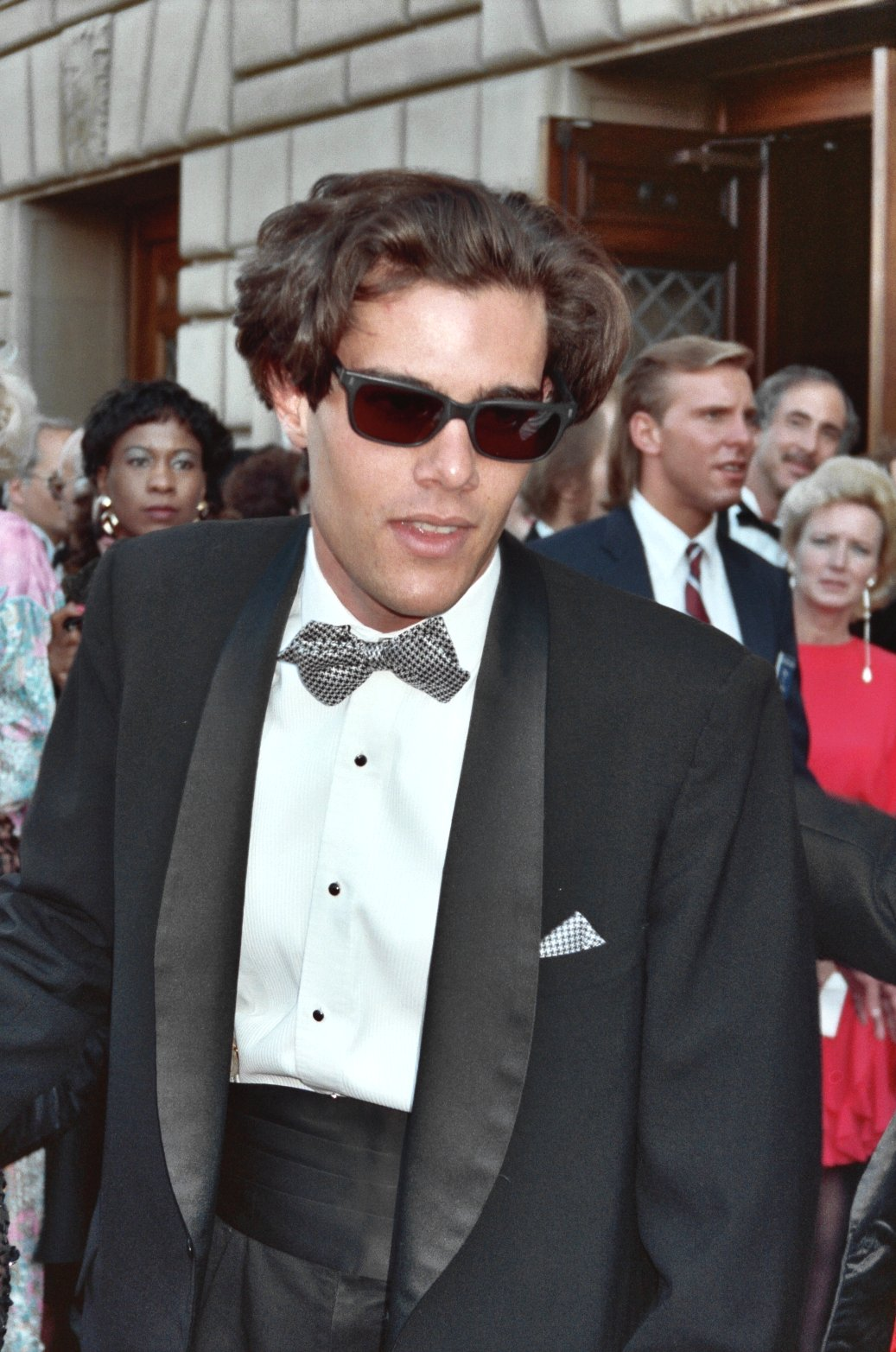
Dana Ashbrook (1990)

### Filme
- 1978: Angriff der Killertomaten (Attack of the Killer Tomatoes)
- 1988: Toll treiben es die wilden Zombies (Return of the Living Dead Part II)
- 1988: Reise zurück in der Zeit (Waxwork)
- 1989: Sundown – Der Rückzug der Vampire (Sundown: The Vampire in Retreat)
- 1989: Höllische Freundin (Girlfriend from Hell)
- 1989: Hände weg von meiner Tochter (She's Out of Control)
- 1990: The Willies
- 1990: Ghost Dad
- 1992: Bonnie & Clyde – Wie es wirklich war (Bonnie & Clyde: The True Story)
- 1992: Twin Peaks – Der Film (Twin Peaks: Fire Walk with Me)
- 1993: Todeskampf auf hoher See (Desperate Journey: The Allison Wilcox Story, Fernsehfilm)
- 1995: Das Zeitexperiment (W.E.I.R.D. World, Fernsehfilm)
- 1999: Blink of an Eye
- 2001: New Alcatraz
- 2002: Python 2
- 2002: Angels Don’t Sleep Here
- 2002: The Last Place on Earth
- 2012: Aggression Scale – Der Killer in dir (The Aggression Scale)
- 2014: Late Phases
- 2014: Die Sex-Wette – The Winner Takes It All (The Opposite Sex)
- 2020: Minor Premise

### Fernsehserien
- 1986: Cagney & Lacey (Folge 5x20)
- 1987: Unter der Sonne Kaliforniens (Knots Landing, Folgen 8x16-8x17)
- 1988: 21 Jump Street – Tatort Klassenzimmer (21 Jump Street, Folge 3x05)
- 1990–1991, 2017: Twin Peaks (32 Folgen)
- 1996: Outer Limits – Die unbekannte Dimension (The Outer Limits, Folge 2x02)
- 2000: Pretender (The Pretender, Folge 4x08)
- 2001: Charmed – Zauberhafte Hexen (Charmed, Folge 3x15)
- 2002–2003: Dawson’s Creek (9 Folgen)
- 2006: Deadwood (Folge 3x12)
- 2007: Law & Order: Special Victims Unit (Folge 8x15)
- 2009: L.A. Crash (13 Folgen)
- 2010; 2014: Psych (Folgen 5x12 Das Geheimnis von Dual Spires und 8x03)
- 2011: White Collar (Folge 3x06)
- 2013: Blue Bloods – Crime Scene New York (Blue Bloods, Folge 3x20)
- 2013: Hostages (Folgen 1x05-1x06)
- 2019: Insatiable (Folge 2x03-2x04)